# Sead
Senad je moško osebno ime.

## Izvor imena
Ime Sead je muslimansko ime, ki izhaja iz turškega imena Seâd. To ime pa razlagajo iz arabskega korena s'd v pomenu »biti srečen; imeti srečo«.

## Pogostost imena
Po podatkih Statističnega urada Republike Slovenije je bilo na dan 31. decembra 2007 v Sloveniji število moških oseb z imenom Sead: 429.

## Osebni praznik
Ime Sead bi bilo v koledarju možno uvrstiti k imenu Feliks.